# The Cat and the Canary
The Cat and the Canary is een Amerikaanse horrorfilm uit 1927 onder regie van Paul Leni. De film is gebaseerd op het gelijknamige toneelstuk uit 1922 van de Amerikaanse auteur John Willard.

## Verhaal
Twintig jaar na de dood van Cyrus West brengt zijn advocaat zes familieleden samen voor het verdelen van de erfenis. Volgens het testament erft alleen Annabelle West. Cyrus West heeft echter ook een tweede testament opgemaakt, mocht Annabelle de volgende dag krankzinnig worden verklaard door een arts. Dan zegt de dienstmeid dat ze van een geest de boodschap heeft gekregen dat een familielid die avond zal sterven.

## Rolverdeling
| Acteur               | Personage      |
| -------------------- | -------------- |
| Laura La Plante      | Annabelle West |
| Creighton Hale       | Paul Jones     |
| Forrest Stanley      | Charles Wilder |
| Tully Marshall       | Roger Crosby   |
| Gertrude Astor       | Cecily Young   |
| Flora Finch          | Susan Sillsby  |
| Arthur Edmund Carewe | Harry Blythe   |